# Renaud Jay
Pour les articles homonymes, voir Jay.
Renaud Jay, né le 12 août 1991 à Moûtiers, est un fondeur français spécialisé dans le sprint.

## Carrière
Renaud Jay connaît sa première expérience au niveau international lors du Festival olympique de la jeunesse européenne à Szczyrk en 2009. Un an plus tard, pour ses premiers championnats du monde junior à Hinterzarten, il prend la neuvième place sur le sprint.
Il fait ses débuts en Coupe du monde en décembre 2011 à Düsseldorf (65e), puis est notamment cinquième d'un sprint par équipes à Milan. En décembre 2012, il inscrit son premier point pour le classement général avec une trentième place au sprint de Canmore.
En 2014, après une treizième et une onzième place dans des sprints de Coupe du monde, il se qualifie pour les Jeux olympiques de Sotchi, où il participe à l'épreuve du sprint libre, qu'il achève au 14e rang. 
En mars 2015, il atteint sa première finale en sprint pour une sixième place à Lahti.
En janvier 2016, il obtient son meilleur résultat individuel à Planica avec une quatrième place puis son premier podium en sprint par équipes le lendemain avec comme partenaire Baptiste Gros (2e).
En 2017-2018, s'il compte un top dix dans la Coupe du monde avec une huitième place à Davos, il n'obtient pas de sélection pour les Jeux olympiques.
Il reçoit trois sélections aux Championnats du monde entre 2017 et 2021, obtenant comme meilleur résultat une 19e place sur le sprint libre en 2019 à Seefeld.
Jay commence la saison 2019-2020 par une victoire sur une course de longue distance, La Sgambeda, devant Jean-Marc Gaillard. Au mois de janvier, il remporte sa première manche dans l'élite à l'occasion du sprint par équipes libre de Dresde, associé à Lucas Chanavat, devançant la paire suédoise. Quelques semaines plus tard, sur le Ski Tour, il termine pour la première fois sur le podium d'un sprint individuel, arrivant troisième à Åre (style libre) derrière Johannes Høsflot Klæbo et Federico Pellegrino.

## Palmarès

### Jeux olympiques
| Épreuve / Édition | Sprint | Sprint                           | 15 km                            | 15 km     | Skiathlon 2 × 15 km | 50 km | Relais | Relais    |
| Épreuve / Édition | libre  | classique                        | libre                            | classique | Skiathlon 2 × 15 km | 50 km | Sprint | 4 × 10 km |
| JO 2014 Sotchi    | 14e    | Épreuve inexistante à cette date | Épreuve inexistante à cette date | —         | —                   | —     | —      | —         |

Légende :
- : pas d'épreuve
- — : Non disputée par Renaud Jay

### Championnats du monde
| Épreuve / Édition              | Sprint                           | Sprint                           | 15 km                            | 15 km                            | Skiathlon 2 × 15 km | 50 km | Relais                    | Relais    |
| Épreuve / Édition              | libre                            | classique                        | libre                            | classique                        | Skiathlon 2 × 15 km | 50 km | Sprint                    | 4 × 10 km |
| Mondiaux 2017 Lahti            | 30e                              | Épreuve inexistante à cette date | Épreuve inexistante à cette date | -                                | -                   | -     | -                         | -         |
| Mondiaux 2019 Seefeld in Tirol | 19e                              | Épreuve inexistante à cette date | Épreuve inexistante à cette date | -                                | -                   | -     | -                         | -         |
| Mondiaux 2021 Oberstdorf       | Épreuve inexistante à cette date | 32e                              | -                                | Épreuve inexistante à cette date | -                   | -     | -                         | -         |
| Mondiaux 2023 Planica          | Épreuve inexistante à cette date |                                  |                                  |                                  | —                   | —     | Médaille de bronze, monde |           |

Légende :
- : pas d'épreuve
- — : n'a pas participé à l'épreuve

### Coupe du monde
- Meilleur classement général : 40e en 2016.
- 3 podiums en sprint par équipes : 2 victoires et 1 deuxième place.
- 1 podium d'étape de tour : 1 troisième place.

#### Classements en Coupe du monde
| Année     | Classement général final | Classement sprint | Classement distance |
| 2012-2013 | 166e                     | 107e              |                     |
| 2013-2014 | 95e                      | 44e               |                     |
| 2014-2015 | 59e                      | 21e               |                     |
| 2015-2016 | 40e                      | 15e               |                     |
| 2016-2017 | 92e                      | 41e               |                     |
| 2017-2018 | 73e                      | 32e               |                     |
| 2018-2019 | 48e                      | 22e               |                     |
| 2019-2020 | 42e                      | 13e               | 74e                 |
| 2020-2021 | 75e                      | 34e               |                     |

### Marathon de ski
- Vainqueur de La Sgambeda en 2019.

### Coupe OPA
- 2e du classement général en 2021.
- 6 podiums.